# Dicrotendipes inouei
Dicrotendipes inouei är en tvåvingeart som beskrevs av Hashimoto 1984. Dicrotendipes inouei ingår i släktet Dicrotendipes och familjen fjädermyggor. Inga underarter finns listade i Catalogue of Life.